# Публий Лициний Кальв Эсквилин
Публий Лициний Кальв Эсквилин (лат. Publius Licinius Calvus Esquilinus; V—IV века до н. э.) — римский политический деятель из плебейского рода Лициниев, военный трибун с консульской властью в 400 и 396 годах до н. э. Первый плебей в истории Римской республики, получивший высшую магистратуру.

## Биография
Публий Лициний принадлежал к относительно знатному плебейскому роду Лициниев, представители которого были в составе самой первой коллегии народных трибунов в 493 году до н. э. Согласно Капитолийским фастам, у его отца и деда был тот же преномен — Публий.
Основным источником, рассказывающим о Публии Лицинии, является «История Рима от основания города» Тита Ливия. Её автор в свою очередь опирался на анналы Гая Лициния Макра, стремившегося подчеркнуть роль своего рода в римской истории, и поэтому к сообщаемым Ливием фактам исследователи относятся с осторожностью.
Согласно Ливию, Публий Лициний Кальв был братом Гнея Корнелия Косса — патриция и трёхкратного военного трибуна с консульской властью, который и обеспечил ему избрание в военные трибуны с консульской властью на 400 год до н. э. Таким образом, Публий Лициний стал первым плебеем, получившим эту магистратуру. «Не только сам Кальв, но и все плебеи были озадачены таким своим успехом: Кальв не был ранее взыскан никакими почестями, если не считать долгого пребывания в сенате, и вдобавок был стар годами».
О деятельности Лициния на высоком посту источники ничего не сообщают. Он был избран военным трибуном с консульской властью вторично на 396 год до н. э., хотя не выдвигал свою кандидатуру. Согласно Ливию, Лициний отказался от этой должности, ссылаясь на свой возраст, и предложил народному собранию выбрать трибуном его сына того же имени. Однако консульские фасты говорят о его втором трибунате, так что рассказ об отказе от должности рассматривается в историографии как вымысел.
Последнее упоминание Публия Лициния связано с обсуждением в сенате вопроса о добыче, которая ждала римскую армию во взятых в 396 году до н. э. этрусских Вейях. Лициний предложил допустить к разделу добычи всех граждан, и это предложение было принято, несмотря на протест патриция Аппия Клавдия Красса Инрегиллена, который предлагал либо забрать добычу в казну, либо выплатить из неё жалованье воинам.

## Потомки
У Публия Лициния был сын того  же имени, который занял его место в коллегии военных трибунов с консульской властью 396 года до н. э. Сыном Публия-младшего был Гай Лициний Кальв, консул 364 года до н. э.